# Silvia Pepels
Silvia Maria Johannes Pepels (Stein, 6 januari 1975) is een voormalig triatlete uit Nederland, die in 2000 namens haar vaderland deelnam aan de Olympische Spelen van Sydney. Daar maakte de sportieve driekamp (1,5 kilometer zwemmen, 40 kilometer wielrennen en 10 kilometer hardlopen) zijn debuut als olympische sport.
Pepels, een van de drie deelneemsters uit Nederland, kwam in Sydney Harbour als 26ste over de finish in een tijd van twee uur, zeven minuten en vijf seconden, en eindigde daarmee vlak achter ploeggenote Wieke Hoogzaad. Pepels studeerde belastingrecht aan de Universiteit Maastricht.

## Titels
- Nederlands kampioene triatlon op de olympische afstand - 2000

## Palmares

### triatlon
- 1995: 26e WK junioren in Cancún - 2:21.42
- 1996: 22e EK olympische afstand in Szombathely - 2:06.45
- 1997: 18e WK olympische afstand in Perth - 2:03.55
- 1998: 15e EK olympische afstand in Velden - 2:07.37
- 1998: 22e WK olympische afstand in Lausanne - 2:13.14
- 1999:  NK olympische afstand in Holten - 2:05.54
- 1999: 18e EK olympische afstand in Funchal - 2:06.25
- 2000:  NK olympische afstand in Holten - 2:07.15
- 2000: 26e Olympische Spelen van Sydney -2:07.05
- 2001: 20e EK olympische afstand in Karlovy Vary - 2:29.50
- 2002:  NK olympische afstand in Zundert - 2:02.27